# Die Besessenen (2020)
Die Besessenen (Originaltitel The Turning) ist ein Horrorfilm von Floria Sigismondi, der am 24. Januar 2020 in die US-Kinos kam und in Deutschland am 6. September 2020 auf DVD erschien. Der Film basiert auf dem Roman The Turn of the Screw des amerikanisch-britischen Schriftstellers Henry James.

## Handlung
Nach dem Tod seiner Eltern stellt ein Mann, nachdem er nun für seinen jungen Neffen und seine Nichte die Verantwortung trägt, eine junge Gouvernante ein, die fortan mit ihnen in einem abgelegenen Landhaus in Maine lebt. Nanny Kate will einen Neuanfang wagen und wird damit beauftragt, auf die beiden verhaltensauffälligen Kinder aufzupassen, doch es dauert nicht lang, bis sie feststellt, dass sowohl die Kinder als auch das Haus düstere Geheimnisse verbergen.

## Literarische Vorlage
Der Film basiert auf dem Roman The Turn of the Screw von Henry James, der erstmals von Januar bis April 1898 als Fortsetzungsgeschichte in der Wochenzeitschrift Collier’s mit Illustrationen von Eric Pape veröffentlicht wurde. Eine Buchausgabe erschien erstmals 1908. Der Roman wurde unter anderem unter den Titeln Die Drehung der Schraube und Bis zum Äußersten ins Deutsche übersetzt veröffentlicht. 
In der Phase, als James die Novelle schrieb, war der Autor wegen einer Handgelenkserkrankung selbst nicht zum Schreiben in der Lage und war auf einen Sekretär angewiesen, dem er die Geschichte diktierte. Die Geschichte der Gouvernante, die mit der Betreuung zweier Kinder, Miles und Flora, beauftragt ist, wird von einem namenlosen Erzähler wiedergegeben. Der Junge ist wegen eines nicht näher erläuterten Vergehens von einem Internat verwiesen worden. Mit der Zeit beobachtet die Erzählerin auf dem Landsitz wiederholt Geistererscheinungen, in denen sie schließlich ihre eigene Vorgängerin und einen früheren Diener zu erkennen glaubt, die beide unter nicht näher geklärten Umständen ums Leben kamen. Sie ist davon überzeugt, dass die Kinder diese Erscheinungen ebenfalls sehen und in Kontakt mit den Geistern stehen, ihr aber nichts davon erzählen. 
Der Titel The Turn of the Screw bezieht sich auf eine Szene, in der das Kindermädchen Flora dabei beobachtet, wie diese ein Holzschiff baut und dabei einen Mast in den Rumpf hineinzudrehen versucht, wovon das Kindermädchen sie entschlossen abhält.

## Produktion

### Stab und Besetzung
James‘ Novelle wurde von den Zwillingsbrüdern Carey und Chad Hayes für den Film adaptiert. Regie führte Floria Sigismondi, die die Handlung für ihren Film in die 1990er Jahre verlegte und sich bei ihrer Arbeit vor allem an Jack Claytons Adaption der Henry-James-Novelle Schloss des Schreckens von 1961 orientierte, so Sigismondi in einem Gespräch mit Entertainment Weekly. Weiter erklärte die Filmemacherin: „Was mir besonders gefallen hat, ist, dass die Nanny im Mittelpunkt des Films steht und es nicht nur um die Dinge geht, die im Haus passieren. Darauf habe ich zurückgegriffen, die Geschichte modernisiert und zu meiner eigenen Version gemacht.“
Die Rollen der Kinder Miles und Flora wurden mit Finn Wolfhard und Brooklynn Prince besetzt.

### Filmmusik, Marketing und Veröffentlichung
Die Filmmusik komponierte Nathan Barr. Ein Soundtrack-Album, das den neuen Song Mother von Courtney Love und Stücke von Lawrence Rothman, Empress Of, Mitski, Soccer Mommy, Warpaint und anderen Künstlern enthält, soll von KRO Records/Sony Masterworks veröffentlicht werden.
Im August 2018 wurde ein erster Teaser vorgestellt, im Oktober 2019 stellte Universal Pictures einen ersten Trailer vor. Die Premiere des Films erfolgte am 21. Januar 2020 in Los Angeles. Regulärer US-Kino-Start war am 24. Januar 2020. Ein Kinostart in Deutschland war für den 16. April 2020 geplant. Aufgrund der schlechten Kritiken und schwachen Zahlen aus den USA verzichtete Universal Pictures auf einen Kinostart und veröffentlichte den Film am 6. September 2020 direkt auf DVD.

## Rezeption

### Altersfreigabe
In den USA wurde der Film von der MPAA als PG-13 eingestuft. In Deutschland wurde der Film von der FSK ab 16 Jahren freigegeben.

### Kritiken und Einspielergebnis
Insgesamt stieß der Film bei den Kritikern auf ein negatives Echo. Bei dem Marktforschungsunternehmen CinemaScore, das Kinobesucher nach Bewertungen von Filmen fragt, erhielt Die Besessenen mit "F" die nur sehr selten vergebene, schlechtestmögliche Bewertung.
Die weltweiten Einnahmen des Films aus Kinovorführungen belaufen sich auf 18,6 Millionen US-Dollar.